# NBA Summer League
La National Basketball Association Summer League è una lega professionistica di pallacanestro organizzata dalla NBA subito dopo il draft NBA. Le squadre che partecipano sono le franchigie NBA, rappresentate da giocatori che hanno giocato 3 o meno anni in NBA insieme ai nuovi talenti del draft.
Le regole della lega sono uguali a quelle della NBA eccetto il limite di falli che è pari a 10 falli (in NBA è di 6 falli). Inoltre, le partite durano 40 minuti e non 48 come le partite della stagione regolare.
Con l'espressione NBA Summer League si intende sia la competizione organizzata a Las Vegas, che è per distacco la più importante, sia altri tornei come la Utah Jazz Summer League, precedentemente conosciuta come Rocky Mountain Revue, e la Orlando Pro Summer League, la cui ultima edizione si è tenuta nel 2017.

## Las Vegas Summer League
La prima edizione della Las Vegas Summer League si tenne nel 2004 nell'arena Thomas & Mack Center della University of Nevada. Furono sei le squadre della NBA che presero parte all'evento: i Boston Celtics, i Cleveland Cavaliers, i Denver Nuggets, gli Orlando Magic, i Phoenix Suns, e Washington Wizards, per un totale di 13 partite disputate. Le tre edizioni successive, con Warren LeGarie alla guida, videro un aumento delle squadre partecipanti fino a 16, per un totale di 40 incontri disputati. Il successo delle prime edizioni convinse la NBA nel 2007 ad aggiungere il proprio marchio all'evento e da quell'anno il nome ufficiale dell'evento è NBA Summer League. L'edizione del 2008 vide la partecipazione di 22 squadre e la sponsorizzazione di EA Sports, mentre quella del 2015 ha avuto come sponsor ufficiale Samsung. Attualmente è il torneo estivo che coinvolge il maggior numero di squadre NBA: 24 nell'edizione 2017 e tutte e 30 nel 2018.

### MVP
Viene assegnato sia un premio di MVP del torneo sia un riconoscimento come MVP della finale.
| Anno | MVP del torneo             | MVP della finale     |
| ---- | -------------------------- | -------------------- |
| 2006 | Randy Foye                 |                      |
| 2007 | Nate Robinson              |                      |
| 2008 | Jerryd Bayless             |                      |
| 2009 | Blake Griffin              |                      |
| 2010 | John Wall                  |                      |
| 2012 | Damian Lillard Josh Selby  |                      |
| 2013 | Jonas Valančiūnas          | Ian Clark            |
| 2014 | Glen Rice Jr.              | Ray McCallum Jr.     |
| 2015 | Kyle Anderson              | Jonathon Simmons     |
| 2016 | Tyus Jones                 | Jerian Grant         |
| 2017 | Lonzo Ball                 | Kyle Kuzma           |
| 2018 | Josh Hart                  | K.J. McDaniels       |
| 2019 | Brandon Clarke             | Brandon Clarke       |
| 2020 | torneo non disputato       | torneo non disputato |
| 2021 | Cam Thomas Davion Mitchell | Louis King           |
| 2022 | Keegan Murray              | Trendon Watford      |
| 2023 | Cam Whitmore               | Isaiah Mobley        |
| 2024 | Jalen Wilson               | Josh Christopher     |